# رنه اشمیت
رنه اشمیت (انگلیسی: René Schmidt؛ زادهٔ ۳۰ اکتبر ۱۹۷۴) بازیکن فوتبال اهل آلمان است.
از باشگاه‌هایی که در آن بازی کرده‌است می‌توان به باشگاه فوتبال دینامو درسدن، باشگاه فوتبال اوردینگن ۰۵، باشگاه فوتبال تسویکاو، و باشگاه فوتبال لوکوموتیو لایپزیگ اشاره کرد.